# Шуйски
Шуйски са княжеска руска династия, клон на Рюриковичи (виж Рюрик).
Известните московски Шуйски, като династични наследници на Рюриковичи, и произхождащи по бащина (кръвна) линия от Рюрик, претендират за права върху престола. Шуйски се свързват със смъртта на Борис Годунов и неговия син Фьодор II, тъй като начело на държавата (Царство Русия), вследствие от гибелта и на двамата, застава като цар Василий IV Шуйски.

## Произход на рода
Родът произхожда от Андрей II Ярославич, брат на Александър Невски, и от Владимиро-Суздалското княжество. През втората половина на 14 век, княжеството отслабено от борбата с татарите е присъединено към Великото московско княжество. Василий Кирдяпа и брат му Семьон Дмитриевич като правоприемници на последния суздалски княз, получават във феодално владение като обезщетение град Шуя, откъдето произтича името на династията.